# Ignorance
"Ignorance" je prvi singl s trećeg studijskog albuma Brand New Eyes sastava Paramore, njihov osmi američki i deveti britanski singl. Od 7. srpnja 2009. bila je dostupna za digitalno preuzimanje. Video za pjesmu pojavio se u kolovozu iste godine.

## Popis pjesama

### CD singl
1. "Ignorance" - 3:38

### Vinilni singl
1. "Ignorance" - 3:38
2. "Ignorance" (akustična verzija) - 3:40

## Ljestvice
| Ljestvica (2009)           | Pozicija |
| -------------------------- | -------- |
| Australija                 | 35       |
| Austrija                   | 40       |
| Irska                      | 49       |
| Kanada                     | 96       |
| Novi Zeland                | 32       |
| Njemačka                   | 42       |
| SAD Billboard Hot 100      | 67       |
| SAD Hot Alternative Tracks | 26       |
| Švicarska                  | 82       |
| Ujedinjeno Kraljevstvo     | 14       |